# Besta-deild karla 2025
La Úrvalsdeild Karla 2025 (también conocida como Besta Deild por razones de patrocinio) es la 114.ª edición de la máxima competición profesional de fútbol en Islandia. El torneo comenzara el 5 de abril de 2025 y finalizara el 14 de septiembre de 2025.
Un total de 12 equipos participan en la competición, incluyendo 10 equipos de la temporada anterior, 1 proveniente de la 1. deild karla 2024 y ganador del playoff.
El Breiðablik es el campeón defensor.

## Formato
La competición consta de un grupo único integrado por doce clubes de toda la geografía islandesa. Siguiendo un sistema de liga, los doce equipos se enfrentan todos contra todos en dos ocasiones, una en campo propio y otra en campo contrario, sumando un total de 22 jornadas. El orden de los encuentros se decide por sorteo antes de empezar la competición y la clasificación final se establece teniendo en cuenta los puntos obtenidos en cada enfrentamiento, a razón de tres por partido ganado, uno por empate y ninguno en caso de derrota.

### Clasificación para competiciones europeas
El mejor equipo se clasificará para la Liga de Campeones de la UEFA 2026-27. El campeón de la Copa de Islandia 2025 no clasificado a la Liga de Campeones de la UEFA 2026-27 clasificará a la Liga Europa de la UEFA 2026-27. Los siguientes dos mejores equipos ubicados y no clasificados a la Liga de Campeones de la UEFA 2026-27 y a la Liga Europa de la UEFA 2026-27 clasificarán a la Liga Conferencia de la UEFA 2026-27 y los últimos dos descenderán a la 1. deild karla 2026.
No obstante, esta distribución se puede ver alterada si alguno de los equipos que han obtenido una plaza en alguna competición europea a través de las competiciones nacionales hubiera obtenido una plaza diferente tras la consecución de algún título europeo en la misma temporada, o hubiera obtenido dos plazas distintas en competiciones nacionales (una a través de la Liga y otra a través de la Copa), provocando así las siguientes dos excepciones:
- Excepción de la Copa de Islandia: Si un equipo obtiene una plaza para la Liga Europa de la UEFA por ganar la Copa de Islandia, pero finaliza la temporada en el primer lugar de la Besta Deild, la plaza obtenida en Copa pasa al segundo clasificado, siendo el equipo clasificado en cuarto lugar quien acceda a la plaza de la Liga Conferencia de la UEFA.

## Relevos
Doce equipos compiten en la liga: los 10 mejores equipos de la Besta Deild 2024 y los 2 equipos promovidos del 1. deild karla 2024.
Los equipos ascendidos son ÍBV Vestmannæyjar, que ascendió tras 1 temporada de ausencia y Afturelding, que ascendió por primera vez en su historia a la Besta Deild. Reemplazarán a HK Kópavogur y Fylkir Reykjavík, poniendo fin a sus períodos de 2 años en la máxima categoría.
| Pos. | Descendidos a 1. deild karla |
| ---- | ---------------------------- |
| 11.º | HK Kópavogur                 |
| 12.º | Fylkir Reykjavík             |

| Pos. | Ascendidos de 1. deild karla |
| ---- | ---------------------------- |
| 1.º  | ÍBV Vestmannæyjar            |
| 4.º  | Afturelding                  |

## Información
| Equipo                | Ciudad        | Estadio            | Capacidad |
| --------------------- | ------------- | ------------------ | --------- |
| Afturelding           | Mosfellsbær   | Varmárvöllur       | 2 500     |
| Breiðablik            | Kópavogur     | Kópavogsvöllur     | 5 501     |
| FH Hafnarfjörður      | Hafnarfjörður | Kaplakriki         | 6 738     |
| Fram Reykjavík        | Reikiavik     | Laugardalsvöllur   | 1 650     |
| ÍA Akraness           | Akranes       | Norðurálsvöllurinn | 6 000     |
| Íþróttafélagið Vestri | Ísafjarðarbær | Olísvöllurinn      | 1 695     |
| ÍBV Vestmannæyjar     | Islas Vestman | Hásteinsvöllur     | 2 983     |
| KA Akureyri           | Akureyri      | Akureyrarvöllur    | 3 500     |
| KR Reykjavík          | Reikiavik     | Alvogenvöllurinn   | 2 781     |
| Stjarnan              | Garðabær      | Samsung völlurinn  | 1 298     |
| Valur Reykjavík       | Reikiavik     | Valsvöllur         | 2 465     |
| Víkingur Reykjavík    | Reikiavik     | Víkingsvöllur      | 1 450     |

## Localización
| Región            | N.º | Equipos |
| ----------------- | --- | --- |
| Höfuðborgarsvæðið | 8   | Afturelding, Breiðablik, FH Hafnarfjörður, Fram Reykjavík, KR Reykjavík, Stjarnan, Valur Reykjavík y Víkingur Reykjavík |
| Norðurland Eystra | 1   | KA Akureyri |
| Suðurland         | 1   | ÍBV Vestmannæyjar |
| Vestfirðir        | 1   | Íþróttafélagið Vestri                                                                                                   |
| Vesturland        | 1   | ÍA Akraness |

## Clasificación

### Tabla de posiciones
| Pos. | Equipo                | Pts. | PJ | G  | E | P  | GF | GC | Dif. | Clasificación 2025-26 |
| ---- | --------------------- | ---- | -- | -- | - | -- | -- | -- | ---- | --------------------- |
| 1    | Valur Reykjavík       | 37   | 19 | 11 | 4 | 4  | 47 | 28 | +19  | Grupo Campeonato      |
| 2    | Víkingur Reykjavík    | 35   | 19 | 10 | 5 | 4  | 34 | 24 | +10  | Grupo Campeonato      |
| 3    | Breiðablik            | 32   | 19 | 9  | 5 | 5  | 34 | 29 | +5   | Grupo Campeonato      |
| 4    | Stjarnan              | 31   | 19 | 9  | 4 | 6  | 36 | 31 | +5   | Grupo Campeonato      |
| 5    | Íþróttafélagið Vestri | 26   | 19 | 8  | 2 | 9  | 20 | 19 | +1   | Grupo Campeonato      |
| 6    | FH Hafnarfjörður      | 25   | 19 | 7  | 4 | 8  | 36 | 31 | +5   | Grupo Campeonato      |
| 7    | Fram Reykjavík        | 25   | 19 | 7  | 4 | 8  | 28 | 26 | +2   | Grupo Descenso        |
| 8    | ÍBV Vestmannæyjar     | 24   | 19 | 7  | 3 | 9  | 20 | 26 | −6   | Grupo Descenso        |
| 9    | KR Reykjavík          | 23   | 19 | 6  | 5 | 8  | 40 | 41 | −1   | Grupo Descenso        |
| 10   | KA Akureyri           | 23   | 19 | 6  | 5 | 8  | 21 | 35 | −14  | Grupo Descenso        |
| 11   | Afturelding           | 21   | 19 | 5  | 6 | 8  | 24 | 30 | −6   | Grupo Descenso        |
| 12   | ÍA Akraness           | 16   | 19 | 5  | 1 | 13 | 20 | 40 | −20  | Grupo Descenso        |

Actualizado a los partidos jugados el 18 de agosto de 2025.
 Fuente: Besta Deild
Criterios de clasificación: Puntos · Diferencia de goles · Goles a favor · Puntos en enfrentamientos directos · Diferencia de goles en enfrentamientos directos · Goles a favor en enfrentamientos directos · Goles a favor como visitante en enfrentamientos directos · Play Off · Sorteo

### Evolución de la clasificación
| Equipo                | 01 | 02 | 03 | 04 | 05 | 06 | 07 | 08 | 09 | 10 | 11 | 12 | 13 | 14 | 15 | 16 | 17 | 18 | 19 | 20 | 21 | 22 |
| --------------------- | -- | -- | -- | -- | -- | -- | -- | -- | -- | -- | -- | -- | -- | -- | -- | -- | -- | -- | -- | -- | -- | -- |
| Valur Reykjavík       | 8  | 8  | 5  | 7  | 8  | 5  | 7  | 4  | 4  | 3  | 4  | 3  | 3  | 2  | 2* | 1  | 1  | 1  | 1  |    |    |    |
| Víkingur Reykjavík    | 2  | 1  | 2  | 2  | 1  | 1  | 2  | 1  | 1  | 1  | 1  | 1  | 1  | 1  | 1* | 2  | 2  | 2  | 2  |    |    |    |
| Breiðablik            | 1  | 5  | 3  | 1  | 3  | 3  | 1  | 3  | 3  | 2  | 2  | 2  | 2  | 3  | 3* | 3  | 3  | 3  | 3  |    |    |    |
| Stjarnan              | 3  | 2  | 4  | 8  | 9  | 6  | 5  | 8  | 5  | 5  | 5  | 4  | 4  | 5  | 5  | 5  | 5  | 4  | 4  |    |    |    |
| Íþróttafélagið Vestri | 7  | 3  | 1  | 3  | 2  | 2  | 3  | 2  | 2  | 4  | 3  | 5  | 6  | 6  | 6* | 6  | 6  | 5  | 5  |    |    |    |
| FH Hafnarfjörður      | 9  | 12 | 11 | 12 | 11 | 11 | 10 | 7  | 10 | 10 | 11 | 8  | 9  | 9  | 8  | 8  | 9  | 7  | 6  |    |    |    |
| Fram Reykjavík        | 10 | 4  | 9  | 6  | 7  | 9  | 8  | 5  | 6  | 8  | 6  | 7  | 5  | 4  | 4  | 4  | 4  | 6  | 7  |    |    |    |
| ÍBV Vestmannæyjar     | 12 | 10 | 6  | 4  | 5  | 8  | 9  | 10 | 7  | 6  | 8  | 9  | 10 | 10 | 9  | 9  | 7  | 9  | 8  |    |    |    |
| KR Reykjavík          | 5  | 7  | 8  | 5  | 4  | 4  | 4  | 6  | 9  | 7  | 9  | 10 | 8  | 8  | 10 | 11 | 11 | 10 | 9  |    |    |    |
| KA Akureyri           | 6  | 11 | 12 | 10 | 12 | 12 | 12 | 11 | 8  | 9  | 10 | 11 | 11 | 11 | 12 | 10 | 10 | 8  | 10 |    |    |    |
| Afturelding           | 11 | 9  | 7  | 9  | 6  | 7  | 6  | 9  | 11 | 11 | 7  | 6  | 7  | 7  | 7  | 7  | 8  | 11 | 11 |    |    |    |
| ÍA Akraness           | 4  | 6  | 10 | 11 | 10 | 10 | 11 | 12 | 12 | 12 | 12 | 12 | 12 | 12 | 11 | 12 | 12 | 12 | 12 | 12 |    |    |

(*) Indica la posición del equipo con un partido pendiente

## Resultados

### Primera vuelta
| Jornada 1          | Jornada 1 | Jornada 1             | Jornada 1         | Jornada 1  | Jornada 1 | Jornada 1    |
| Local              | Resultado | Visitante             | Estadio           | Fecha      | Hora      | Espectadores |
| ------------------ | --------- | --------------------- | ----------------- | ---------- | --------- | ------------ |
| Breiðablik         | 2 – 0     | Afturelding           | Kópavogsvöllur    | 5 de abril | 19:15     | T.B.D        |
| Valur Reykjavík    | 1 – 1     | Íþróttafélagið Vestri | Valsvöllur        | 6 de abril | 14:00     | T.B.D        |
| KA Akureyri        | 2 – 2     | KR Reykjavík          | Akureyrarvöllur   | 6 de abril | 16:15     | T.B.D        |
| Fram Reykjavík     | 0 – 1     | ÍA Akraness           | Laugardalsvöllur  | 6 de abril | 19:15     | T.B.D        |
| Víkingur Reykjavík | 2 – 0     | ÍBV Vestmannæyjar     | Víkingsvöllur     | 7 de abril | 18:00     | T.B.D        |
| Stjarnan           | 2 – 1     | FH Hafnarfjörður      | Samsung völlurinn | 7 de abril | 19:15     | T.B.D        |

| Jornada 2             | Jornada 2 | Jornada 2         | Jornada 2         | Jornada 2   | Jornada 2 | Jornada 2    |
| Local                 | Resultado | Visitante         | Estadio           | Fecha       | Hora      | Espectadores |
| --------------------- | --------- | ----------------- | ----------------- | ----------- | --------- | ------------ |
| Íþróttafélagið Vestri | 1 – 0     | FH Hafnarfjörður  | Olísvöllurinn     | 13 de abril | 14:00     | T.B.D        |
| Afturelding           | 0 – 0     | ÍBV Vestmannæyjar | Varmárvöllur      | 13 de abril | 17:00     | T.B.D        |
| Fram Reykjavík        | 4 – 2     | Breiðablik        | Laugardalsvöllur  | 13 de abril | 19:15     | T.B.D        |
| Víkingur Reykjavík    | 4 – 0     | KA Akureyri       | Víkingsvöllur     | 13 de abril | 19:15     | T.B.D        |
| KR Reykjavík          | 3 – 3     | Valur Reykjavík   | Alvogenvöllurinn  | 14 de abril | 19:15     | T.B.D        |
| Stjarnan              | 2 – 1     | ÍA Akraness       | Samsung völlurinn | 14 de abril | 19:15     | T.B.D        |

| Jornada 3         | Jornada 3 | Jornada 3             | Jornada 3          | Jornada 3   | Jornada 3 | Jornada 3    |
| Local             | Resultado | Visitante             | Estadio            | Fecha       | Hora      | Espectadores |
| ----------------- | --------- | --------------------- | ------------------ | ----------- | --------- | ------------ |
| FH Hafnarfjörður  | 2 – 2     | KR Reykjavík          | Kaplakriki         | 23 de abril | 18:00     | T.B.D        |
| ÍA Akraness       | 0 – 2     | Íþróttafélagið Vestri | Norðurálsvöllurinn | 23 de abril | 18:00     | T.B.D        |
| Valur Reykjavík   | 3 – 1     | KA Akureyri           | Valsvöllur         | 23 de abril | 18:00     | T.B.D        |
| Breiðablik        | 2 – 1     | Stjarnan              | Kópavogsvöllur     | 23 de abril | 19:15     | T.B.D        |
| ÍBV Vestmannæyjar | 3 – 1     | Fram Reykjavík        | Hásteinsvöllur     | 24 de abril | 17:00     | T.B.D        |
| Afturelding       | 1 – 0     | Víkingur Reykjavík    | Varmárvöllur       | 24 de abril | 19:15     | T.B.D        |

| Jornada 4             | Jornada 4 | Jornada 4          | Jornada 4         | Jornada 4   | Jornada 4 | Jornada 4    |
| Local                 | Resultado | Visitante          | Estadio           | Fecha       | Hora      | Espectadores |
| --------------------- | --------- | ------------------ | ----------------- | ----------- | --------- | ------------ |
| Íþróttafélagið Vestri | 0 – 1     | Breiðablik         | Olísvöllurinn     | 27 de abril | 14:00     | T.B.D        |
| KA Akureyri           | 3 – 2     | FH Hafnarfjörður   | Akureyrarvöllur   | 27 de abril | 16:15     | T.B.D        |
| KR Reykjavík          | 5 – 0     | ÍA Akraness        | Alvogenvöllurinn  | 27 de abril | 19:15     | T.B.D        |
| Stjarnan              | 2 – 3     | ÍBV Vestmannæyjar  | Samsung völlurinn | 28 de abril | 18:00     | T.B.D        |
| Fram Reykjavík        | 3 – 0     | Afturelding        | Laugardalsvöllur  | 28 de abril | 19:15     | T.B.D        |
| Valur Reykjavík       | 1 – 1     | Víkingur Reykjavík | Valsvöllur        | 28 de abril | 19:15     | T.B.D        |

| Jornada 5          | Jornada 5 | Jornada 5             | Jornada 5          | Jornada 5 | Jornada 5 | Jornada 5    |
| Local              | Resultado | Visitante             | Estadio            | Fecha     | Hora      | Espectadores |
| ------------------ | --------- | --------------------- | ------------------ | --------- | --------- | ------------ |
| ÍBV Vestmannæyjar  | 0 – 2     | Íþróttafélagið Vestri | Hásteinsvöllur     | 4 de mayo | 14:00     | T.B.D        |
| ÍA Akraness        | 3 – 0     | KA Akureyri           | Norðurálsvöllurinn | 4 de mayo | 17:00     | T.B.D        |
| FH Hafnarfjörður   | 3 – 0     | Valur Reykjavík       | Kaplakriki         | 4 de mayo | 19:15     | T.B.D        |
| Afturelding        | 3 – 0     | Stjarnan              | Varmárvöllur       | 5 de mayo | 19:15     | T.B.D        |
| Breiðablik         | 3 – 3     | KR Reykjavík          | Kópavogsvöllur     | 5 de mayo | 19:15     | T.B.D        |
| Víkingur Reykjavík | 3 – 2     | Fram Reykjavík        | Víkingsvöllur      | 5 de mayo | 19:15     | T.B.D        |

| Jornada 6             | Jornada 6 | Jornada 6         | Jornada 6         | Jornada 6  | Jornada 6 | Jornada 6    |
| Local                 | Resultado | Visitante         | Estadio           | Fecha      | Hora      | Espectadores |
| --------------------- | --------- | ----------------- | ----------------- | ---------- | --------- | ------------ |
| Íþróttafélagið Vestri | 2 – 0     | Afturelding       | Olísvöllurinn     | 10 de mayo | 14:00     | T.B.D        |
| KR Reykjavík          | 4 – 1     | ÍBV Vestmannæyjar | Alvogenvöllurinn  | 10 de mayo | 19:00     | T.B.D        |
| Stjarnan              | 2 – 0     | Fram Reykjavík    | Samsung völlurinn | 10 de mayo | 19:15     | T.B.D        |
| Valur Reykjavík       | 6 – 1     | ÍA Akraness       | Valsvöllur        | 10 de mayo | 19:15     | T.B.D        |
| KA Akureyri           | 0 – 1     | Breiðablik        | Akureyrarvöllur   | 11 de mayo | 17:30     | T.B.D        |
| Víkingur Reykjavík    | 3 – 1     | FH Hafnarfjörður  | Víkingsvöllur     | 11 de mayo | 19:15     | T.B.D        |

| Jornada 7         | Jornada 7 | Jornada 7             | Jornada 7          | Jornada 7  | Jornada 7 | Jornada 7    |
| Local             | Resultado | Visitante             | Estadio            | Fecha      | Hora      | Espectadores |
| ----------------- | --------- | --------------------- | ------------------ | ---------- | --------- | ------------ |
| Fram Reykjavík    | 1 – 0     | Íþróttafélagið Vestri | Laugardalsvöllur   | 18 de mayo | 14:00     | T.B.D        |
| ÍBV Vestmannæyjar | 0 – 0     | KA Akureyri           | Hásteinsvöllur     | 18 de mayo | 14:00     | T.B.D        |
| Afturelding       | 4 – 3     | KR Reykjavík          | Varmárvöllur       | 18 de mayo | 19:15     | T.B.D        |
| Breiðablik        | 2 – 1     | Valur Reykjavík       | Kópavogsvöllur     | 19 de mayo | 19:15     | T.B.D        |
| ÍA Akraness       | 1 – 3     | FH Hafnarfjörður      | Norðurálsvöllurinn | 19 de mayo | 19:15     | T.B.D        |
| Stjarnan          | 2 – 2     | Víkingur Reykjavík    | Samsung völlurinn  | 19 de mayo | 19:15     | T.B.D        |

| Jornada 8             | Jornada 8 | Jornada 8         | Jornada 8        | Jornada 8  | Jornada 8 | Jornada 8    |
| Local                 | Resultado | Visitante         | Estadio          | Fecha      | Hora      | Espectadores |
| --------------------- | --------- | ----------------- | ---------------- | ---------- | --------- | ------------ |
| KR Reykjavík          | 2 – 3     | Fram Reykjavík    | Alvogenvöllurinn | 23 de mayo | 19:30     | T.B.D        |
| KA Akureyri           | 1 – 0     | Afturelding       | Akureyrarvöllur  | 24 de mayo | 17:00     | T.B.D        |
| Valur Reykjavík       | 3 – 0     | ÍBV Vestmannæyjar | Valsvöllur       | 24 de mayo | 17:00     | T.B.D        |
| Íþróttafélagið Vestri | 3 – 1     | Stjarnan          | Olísvöllurinn    | 24 de mayo | 19:15     | T.B.D        |
| Víkingur Reykjavík    | 2 – 1     | ÍA Akraness       | Víkingsvöllur    | 24 de mayo | 19:15     | T.B.D        |
| FH Hafnarfjörður      | 2 – 0     | Breiðablik        | Kaplakriki       | 25 de mayo | 19:15     | T.B.D        |

| Jornada 9             | Jornada 9 | Jornada 9          | Jornada 9         | Jornada 9  | Jornada 9 | Jornada 9    |
| Local                 | Resultado | Visitante          | Estadio           | Fecha      | Hora      | Espectadores |
| --------------------- | --------- | ------------------ | ----------------- | ---------- | --------- | ------------ |
| Íþróttafélagið Vestri | 0 – 1     | Víkingur Reykjavík | Olísvöllurinn     | 29 de mayo | 14:00     | T.B.D        |
| Afturelding           | 0 – 2     | Valur Reykjavík    | Varmárvöllur      | 29 de mayo | 16:15     | T.B.D        |
| Breiðablik            | 1 – 4     | ÍA Akraness        | Kópavogsvöllur    | 29 de mayo | 16:15     | T.B.D        |
| Fram Reykjavík        | 1 – 2     | KA Akureyri        | Laugardalsvöllur  | 29 de mayo | 16:15     | T.B.D        |
| ÍBV Vestmannæyjar     | 2 – 1     | FH Hafnarfjörður   | Hásteinsvöllur    | 29 de mayo | 16:15     | T.B.D        |
| Stjarnan              | 4 – 2     | KR Reykjavík       | Samsung völlurinn | 29 de mayo | 19:15     | T.B.D        |

| Jornada 10       | Jornada 10 | Jornada 10            | Jornada 10         | Jornada 10 | Jornada 10 | Jornada 10   |
| Local            | Resultado  | Visitante             | Estadio            | Fecha      | Hora       | Espectadores |
| ---------------- | ---------- | --------------------- | ------------------ | ---------- | ---------- | ------------ |
| KR Reykjavík     | 2 – 1      | Íþróttafélagið Vestri | Alvogenvöllurinn   | 1 de junio | 14:00      | T.B.D        |
| KA Akureyri      | 1 – 1      | Stjarnan              | Akureyrarvöllur    | 1 de junio | 17:00      | T.B.D        |
| FH Hafnarfjörður | 0 – 0      | Afturelding           | Kaplakriki         | 1 de junio | 18:00      | T.B.D        |
| ÍA Akraness      | 0 – 3      | ÍBV Vestmannæyjar     | Norðurálsvöllurinn | 1 de junio | 18:00      | T.B.D        |
| Breiðablik       | 3 – 1      | Víkingur Reykjavík    | Kópavogsvöllur     | 1 de junio | 19:15      | T.B.D        |
| Valur Reykjavík  | 2 – 1      | Fram Reykjavík        | Valsvöllur         | 2 de junio | 19:15      | T.B.D        |

| Jornada 11            | Jornada 11 | Jornada 11       | Jornada 11        | Jornada 11  | Jornada 11 | Jornada 11   |
| Local                 | Resultado  | Visitante        | Estadio           | Fecha       | Hora       | Espectadores |
| --------------------- | ---------- | ---------------- | ----------------- | ----------- | ---------- | ------------ |
| Stjarnan              | 3 – 2      | Valur Reykjavík  | Samsung völlurinn | 14 de junio | 19:15      | T.B.D        |
| Íþróttafélagið Vestri | 1 – 0      | KA Akureyri      | Olísvöllurinn     | 15 de junio | 14:00      | T.B.D        |
| ÍBV Vestmannæyjar     | 0 – 2      | Breiðablik       | Hásteinsvöllur    | 15 de junio | 16:00      | T.B.D        |
| Afturelding           | 4 – 1      | ÍA Akraness      | Varmárvöllur      | 15 de junio | 19:15      | T.B.D        |
| Fram Reykjavík        | 2 – 0      | FH Hafnarfjörður | Laugardalsvöllur  | 15 de junio | 19:15      | T.B.D        |
| Víkingur Reykjavík    | 3 – 2      | KR Reykjavík     | Víkingsvöllur     | 16 de junio | 19:15      | T.B.D        |

### Segunda vuelta
| Jornada 12        | Jornada 12 | Jornada 12            | Jornada 12         | Jornada 12  | Jornada 12 | Jornada 12   |
| Local             | Resultado  | Visitante             | Estadio            | Fecha       | Hora       | Espectadores |
| ----------------- | ---------- | --------------------- | ------------------ | ----------- | ---------- | ------------ |
| FH Hafnarfjörður  | 2 – 0      | Íþróttafélagið Vestri | Kaplakriki         | 22 de junio | 14:00      | T.B.D        |
| ÍA Akraness       | 0 – 3      | Stjarnan              | Norðurálsvöllurinn | 22 de junio | 19:15      | T.B.D        |
| KA Akureyri       | 0 – 2      | Víkingur Reykjavík    | Akureyrarvöllur    | 22 de junio | 19:15      | T.B.D        |
| ÍBV Vestmannæyjar | 1 – 2      | Afturelding           | Hásteinsvöllur     | 23 de junio | 18:00      | T.B.D        |
| Breiðablik        | 1 – 1      | Fram Reykjavík        | Kópavogsvöllur     | 23 de junio | 19:15      | T.B.D        |
| Valur Reykjavík   | 6 – 1      | KR Reykjavík          | Valsvöllur         | 23 de junio | 19:15      | T.B.D        |

| Jornada 13            | Jornada 13 | Jornada 13        | Jornada 13        | Jornada 13  | Jornada 13 | Jornada 13   |
| Local                 | Resultado  | Visitante         | Estadio           | Fecha       | Hora       | Espectadores |
| --------------------- | ---------- | ----------------- | ----------------- | ----------- | ---------- | ------------ |
| KA Akureyri           | 2 – 5      | Valur Reykjavík   | Akureyrarvöllur   | 27 de junio | 18:30      | T.B.D        |
| Stjarnan              | 1 – 4      | Breiðablik        | Samsung völlurinn | 27 de junio | 19:15      | T.B.D        |
| Fram Reykjavík        | 2 – 0      | ÍBV Vestmannæyjar | Laugardalsvöllur  | 29 de junio | 17:00      | T.B.D        |
| Íþróttafélagið Vestri | 0 – 2      | ÍA Akraness       | Olísvöllurinn     | 29 de junio | 17:00      | T.B.D        |
| KR Reykjavík          | 3 – 2      | FH Hafnarfjörður  | Alvogenvöllurinn  | 29 de junio | 19:15      | T.B.D        |
| Víkingur Reykjavík    | 2 – 1      | Afturelding       | Víkingsvöllur     | 29 de junio | 19:15      | T.B.D        |

| Jornada 14            | Jornada 14 | Jornada 14         | Jornada 14         | Jornada 14 | Jornada 14 | Jornada 14   |
| Local                 | Resultado  | Visitante          | Estadio            | Fecha      | Hora       | Espectadores |
| --------------------- | ---------- | ------------------ | ------------------ | ---------- | ---------- | ------------ |
| Afturelding           | 2 – 2      | Breiðablik         | Varmárvöllur       | 3 de julio | 19:15      | T.B.D        |
| ÍA Akraness           | 0 – 1      | Fram Reykjavík     | Norðurálsvöllurinn | 5 de julio | 14:00      | T.B.D        |
| Íþróttafélagið Vestri | 0 – 2      | Valur Reykjavík    | Olísvöllurinn      | 5 de julio | 14:00      | T.B.D        |
| ÍBV Vestmannæyjar     | 0 – 0      | Víkingur Reykjavík | Hásteinsvöllur     | 5 de julio | 16:00      | T.B.D        |
| KR Reykjavík          | 1 – 2      | KA Akureyri        | Alvogenvöllurinn   | 6 de julio | 16:00      | T.B.D        |
| FH Hafnarfjörður      | 1 – 1      | Stjarnan           | Kaplakriki         | 7 de julio | 19:15      | T.B.D        |

| Jornada 15         | Jornada 15 | Jornada 15            | Jornada 15         | Jornada 15  | Jornada 15 | Jornada 15   |
| Local              | Resultado  | Visitante             | Estadio            | Fecha       | Hora       | Espectadores |
| ------------------ | ---------- | --------------------- | ------------------ | ----------- | ---------- | ------------ |
| FH Hafnarfjörður   | 5 – 0      | KA Akureyri           | Kaplakriki         | 13 de julio | 16:00      | T.B.D        |
| ÍBV Vestmannæyjar  | 1 – 0      | Stjarnan              | Hásteinsvöllur     | 14 de julio | 18:30      | T.B.D        |
| ÍA Akraness        | 1 – 0      | KR Reykjavík          | Norðurálsvöllurinn | 14 de julio | 19:15      | T.B.D        |
| Afturelding        | 1 – 1      | Fram Reykjavík        | Varmárvöllur       | 17 de julio | 19:15      | T.B.D        |
| Breiðablik         | 1 – 0      | Íþróttafélagið Vestri | Kópavogsvöllur     | 19 de julio | 14:00      | T.B.D        |
| Víkingur Reykjavík | 1 – 2      | Valur Reykjavík       | Víkingsvöllur      | 20 de julio | 19:15      | T.B.D        |

| Jornada 16            | Jornada 16 | Jornada 16         | Jornada 16        | Jornada 16  | Jornada 16 | Jornada 16   |
| Local                 | Resultado  | Visitante          | Estadio           | Fecha       | Hora       | Espectadores |
| --------------------- | ---------- | ------------------ | ----------------- | ----------- | ---------- | ------------ |
| KA Akureyri           | 2 – 0      | ÍA Akraness        | Akureyrarvöllur   | 19 de julio | 16:00      | T.B.D        |
| KR Reykjavík          | 1 – 1      | Breiðablik         | Alvogenvöllurinn  | 26 de julio | 17:00      | T.B.D        |
| Íþróttafélagið Vestri | 2 – 0      | ÍBV Vestmannæyjar  | Olísvöllurinn     | 27 de julio | 14:00      | T.B.D        |
| Fram Reykjavík        | 2 – 2      | Víkingur Reykjavík | Laugardalsvöllur  | 27 de julio | 19:15      | T.B.D        |
| Valur Reykjavík       | 3 – 1      | FH Hafnarfjörður   | Valsvöllur        | 27 de julio | 19:15      | T.B.D        |
| Stjarnan              | 4 – 1      | Afturelding        | Samsung völlurinn | 28 de julio | 19:15      | T.B.D        |

| Jornada 17        | Jornada 17 | Jornada 17            | Jornada 17         | Jornada 17  | Jornada 17 | Jornada 17   |
| Local             | Resultado  | Visitante             | Estadio            | Fecha       | Hora       | Espectadores |
| ----------------- | ---------- | --------------------- | ------------------ | ----------- | ---------- | ------------ |
| ÍBV Vestmannæyjar | 2 – 1      | KR Reykjavík          | Hásteinsvöllur     | 2 de agosto | 14:00      | T.B.D        |
| Breiðablik        | 1 – 1      | KA Akureyri           | Kópavogsvöllur     | 3 de agosto | 16:30      | T.B.D        |
| FH Hafnarfjörður  | 2 – 2      | Víkingur Reykjavík    | Kaplakriki         | 3 de agosto | 17:00      | T.B.D        |
| ÍA Akraness       | 2 – 2      | Valur Reykjavík       | Norðurálsvöllurinn | 5 de agosto | 19:15      | T.B.D        |
| Afturelding       | 1 – 1      | Íþróttafélagið Vestri | Varmárvöllur       | 6 de agosto | 18:00      | T.B.D        |
| Fram Reykjavík    | 1 – 1      | Stjarnan              | Laugardalsvöllur   | 6 de agosto | 19:15      | T.B.D        |

| Jornada 18            | Jornada 18 | Jornada 18        | Jornada 18       | Jornada 18   | Jornada 18 | Jornada 18   |
| Local                 | Resultado  | Visitante         | Estadio          | Fecha        | Hora       | Espectadores |
| --------------------- | ---------- | ----------------- | ---------------- | ------------ | ---------- | ------------ |
| Íþróttafélagið Vestri | 3 – 2      | Fram Reykjavík    | Olísvöllurinn    | 10 de agosto | 14:00      | T.B.D        |
| KA Akureyri           | 1 – 0      | ÍBV Vestmannæyjar | Akureyrarvöllur  | 10 de agosto | 14:00      | T.B.D        |
| Valur Reykjavík       | 2 – 1      | Breiðablik        | Valsvöllur       | 10 de agosto | 19:15      | T.B.D        |
| Víkingur Reykjavík    | 2 – 4      | Stjarnan          | Víkingsvöllur    | 10 de agosto | 19:15      | T.B.D        |
| FH Hafnarfjörður      | 3 – 2      | ÍA Akraness       | Kaplakriki       | 11 de agosto | 19:15      | T.B.D        |
| KR Reykjavík          | 2 – 1      | Afturelding       | Alvogenvöllurinn | 11 de agosto | 19:15      | T.B.D        |

| Jornada 19        | Jornada 19 | Jornada 19            | Jornada 19         | Jornada 19   | Jornada 19 | Jornada 19   |
| Local             | Resultado  | Visitante             | Estadio            | Fecha        | Hora       | Espectadores |
| ----------------- | ---------- | --------------------- | ------------------ | ------------ | ---------- | ------------ |
| ÍBV Vestmannæyjar | 4 – 1      | Valur Reykjavík       | Hásteinsvöllur     | 17 de agosto | 14:00      | T.B.D        |
| Stjarnan          | 2 – 1      | Íþróttafélagið Vestri | Samsung völlurinn  | 17 de agosto | 14:00      | T.B.D        |
| Afturelding       | 3 – 3      | KA Akureyri           | Varmárvöllur       | 17 de agosto | 17:00      | T.B.D        |
| ÍA Akraness       | 0 – 1      | Víkingur Reykjavík    | Norðurálsvöllurinn | 17 de agosto | 18:00      | T.B.D        |
| Breiðablik        | 4 – 5      | FH Hafnarfjörður      | Kópavogsvöllur     | 17 de agosto | 19:15      | T.B.D        |
| Fram Reykjavík    | 0 – 1      | KR Reykjavík          | Laugardalsvöllur   | 18 de agosto | 19:15      | T.B.D        |

| Jornada 20         | Jornada 20 | Jornada 20            | Jornada 20         | Jornada 20   | Jornada 20 | Jornada 20   |
| Local              | Resultado  | Visitante             | Estadio            | Fecha        | Hora       | Espectadores |
| ------------------ | ---------- | --------------------- | ------------------ | ------------ | ---------- | ------------ |
| Víkingur Reykjavík | v.s.       | Íþróttafélagið Vestri | Víkingsvöllur      | 24 de agosto | 14:00      | T.B.D        |
| ÍA Akraness        | v.s.       | Breiðablik            | Norðurálsvöllurinn | 24 de agosto | 17:00      | T.B.D        |
| KA Akureyri        | v.s.       | Fram Reykjavík        | Akureyrarvöllur    | 24 de agosto | 17:00      | T.B.D        |
| FH Hafnarfjörður   | v.s.       | ÍBV Vestmannæyjar     | Kaplakriki         | 24 de agosto | 18:00      | T.B.D        |
| KR Reykjavík       | v.s.       | Stjarnan              | Alvogenvöllurinn   | 25 de agosto | 18:00      | T.B.D        |
| Valur Reykjavík    | v.s.       | Afturelding           | Valsvöllur         | 25 de agosto | 19:15      | T.B.D        |

| Jornada 21            | Jornada 21 | Jornada 21       | Jornada 21        | Jornada 21   | Jornada 21 | Jornada 21   |
| Local                 | Resultado  | Visitante        | Estadio           | Fecha        | Hora       | Espectadores |
| --------------------- | ---------- | ---------------- | ----------------- | ------------ | ---------- | ------------ |
| ÍBV Vestmannæyjar     | v.s.       | ÍA Akraness      | Hásteinsvöllur    | 31 de agosto | 14:00      | T.B.D        |
| Íþróttafélagið Vestri | v.s.       | KR Reykjavík     | Olísvöllurinn     | 31 de agosto | 14:00      | T.B.D        |
| Afturelding           | v.s.       | FH Hafnarfjörður | Varmárvöllur      | 31 de agosto | 17:00      | T.B.D        |
| Stjarnan              | v.s.       | KA Akureyri      | Samsung völlurinn | 31 de agosto | 17:00      | T.B.D        |
| Fram Reykjavík        | v.s.       | Valur Reykjavík  | Laugardalsvöllur  | 31 de agosto | 19:15      | T.B.D        |
| Víkingur Reykjavík    | v.s.       | Breiðablik       | Víkingsvöllur     | 31 de agosto | 19:15      | T.B.D        |

| Jornada 22       | Jornada 22 | Jornada 22            | Jornada 22         | Jornada 22       | Jornada 22 | Jornada 22   |
| Local            | Resultado  | Visitante             | Estadio            | Fecha            | Hora       | Espectadores |
| ---------------- | ---------- | --------------------- | ------------------ | ---------------- | ---------- | ------------ |
| Breiðablik       | v.s.       | ÍBV Vestmannæyjar     | Kópavogsvöllur     | 14 de septiembre | 14:00      | T.B.D        |
| FH Hafnarfjörður | v.s.       | Fram Reykjavík        | Kaplakriki         | 14 de septiembre | 14:00      | T.B.D        |
| ÍA Akraness      | v.s.       | Afturelding           | Norðurálsvöllurinn | 14 de septiembre | 14:00      | T.B.D        |
| KA Akureyri      | v.s.       | Íþróttafélagið Vestri | Akureyrarvöllur    | 14 de septiembre | 14:00      | T.B.D        |
| KR Reykjavík     | v.s.       | Víkingur Reykjavík    | Alvogenvöllurinn   | 14 de septiembre | 14:00      | T.B.D        |
| Valur Reykjavík  | v.s.       | Stjarnan              | Valsvöllur         | 14 de septiembre | 14:00      | T.B.D        |

## Estadísticas

### Récords
- Primer gol de la temporada: Anotado por Höskuldur Gunnlaugsson, en el Breiðablik 2 – 0 Afturelding (5 de abril de 2025)
- Mayor número de goles marcados en un partido: 7 goles, Valur Reykjavík 6 – 1 ÍA Akraness (10 de mayo de 2025); 7 goles, Afturelding 4 – 3 KR Reykjavík (18 de mayo de 2025)